# Broder Brorson
Broder Brorson (12. september 1692 – 29. august 1778) var en dansk biskop, den mellemste af det bekendte trekløverblad fra Randerup præstegård.
Brorson bar samme navn som faderen. 12 år gammel mistede han denne, men fik snart en omhyggelig stiffader i eftermanden i præsteembedet, Oluf Holbek, der læste med sine stifsønner, til de kunne optages i Ribe Skole. Sammen med sin yngste broder, den senere bekendte salmedigter, dimitteredes han til universitetet 1712, tog attestats 1714 og studerede derpå et år i Kiel. 
Herfra tog han hjem til Randerup og blev huslærer hos biskop Thura i Ribe. Af denne blev han kaldet til rektor i Lemvig 1719. Her virkede han i tre år, til han af Trøjborgs ejer blev kaldet til præst i Mjolden i Ribe Amt, altså i umiddelbar nærhed af sit hjem og sine slægtninger, og derefter sammen med sin broder Hans Adolf, der ved stiffaderens død var bleven dennes eftermand i Randerup, ved påsketid 1722 ordineret af biskop Thura.
Begge brødrene blev ligeledes på samme dag indsat i deres embeder af deres farbroder, der var herredets provst. Brorson var ligesom sine brødre en nidkær præst, der ganske levede i sin embedsgerning og besad tillige megen veltalenhed. Da Christian VI 1736 foretog en rejse til hertugdømmerne, havde Bluhme henledet kongens opmærksomhed på Brorson. Han måtte da prædike for kongen på Koldinghus, vandt bifald og var nu udset til at beklæde højere embede. 
Straks efter kongens hjemkomst fra rejsen udnævntes Brorson til stiftsprovst i Ribe; og da biskop Mumme døde i Ålborg 1737, blev han dennes efterfølger. Da han i anledning af bispevielsen opholdt sig i København, prædikede han atter for kongen, der i høj grad blev bevæget ved hans forkyndelse og næsten syntes, det var en skam, at den mand skulle være biskop; "thi saa har ingen Nytte af den Gave" (Mnemosyne IV, 401). Christen Worm, som skulle have bispeviet ham, døde dog netop i de dage. 
Brorson rejste hjem til Ribe og modtog bispevielsen i Ribe af Matthias Anchersen. Brorson var herefter biskop i Ålborg i 41 år og var højt anset for sin dygtighed. Der blev lagt særlig vægt på hans udtalelser ved vanskelige sagers afgørelse. Ved Jubelfesten 1749 tilbød Det Teologiske Fakultet ham doktorgraden, men han frabad sig æren. Først ved næste jubelfest, 1760, disputerede han og modtog graden. Ved Christian VII's salvingsfest 1766 fungerede den gamle biskop og prædikede. 
Året før hans død blev stiftsprovsten, professor Studsgaard, ham adjungeret, men Brorson forrettede dog som oftest selv alle embedsgerninger lige til sin død. Hans hustru, Antonette Margrethe, født Riese, datter af provst Otto Riese fra Agerskov, overlevede ham i to år. De havde talrige børn og børnebørn, blandt andre skolemanden Anders Winding Brorson (1755-1833). Foruden sin doktordisputats har han kun udgivet prædikener. En enkelt salme af ham findes i tillægget til broderens Troens rare Klenodie (udgivet 1742).